# Alemdar Karamanow
Alemdar Sabitowytsch Karamanow (ukrainisch Алемда́р Сабі́тович Карама́нов, russisch Алемда́р Сабитович Карама́нов, * 10. September 1934 in Simferopol; † in der Nacht auf den 3. Mai 2007 ebenda) war ein ukrainisch-russischer Komponist.

## Leben
Die Mutter Alemdar Karamanows war eine russische Sängerin. Sein Vater war türkischer Herkunft und wurde bald nach der Geburt seines Sohnes im Zuge der ethnischen Säuberungen Stalins von der Krim ins Exil verbannt, aus dem er nicht mehr zurückkehren sollte. Karamanow begann schon im Kindesalter zu komponieren. Ab 1953 studierte er am Moskauer Konservatorium bei Semjon Bogatyrjow und Wladimir Natanson. Es folgten Aufbaustudien bei Tichon Chrennikow und Dimitri Kabalewski. Seit Studienzeiten war er mit Alfred Schnittke, der ihn hoch schätzte, befreundet. 1963 schloss er das Studium ab und zog sich nach anfänglichen Erfolgen als Komponist 1964 wieder auf die Krim zurück, da seine Verwendung westlich-avantgardistischer Techniken nicht den Vorstellungen sowjetischer Kulturpolitik entsprach. Hinzu kam, dass er ab 1965 explizit christliche Themen in sein Werk aufnahm. Nach jahrzehntelanger weitgehender Isolation wurde er erst ab 1990 in seiner Heimat und auch im Ausland stärker wahrgenommen. 1995 erklangen Werke Karamanows etwa in Berlin und London. Auch wurden ihm nun staatliche Auszeichnungen zuteil, so 1994 der Titel eines Volkskünstlers der Ukraine.

## Werk
Karamanow, der sich selbst als krimisch-ukrainisch-russischen Komponisten sah, war in erster Linie Sinfoniker: Bereits während der Studienzeit entstanden 10 Sinfonien, denen später noch 15 weitere folgen sollten. Die Sinfonien 11 bis 14 bilden dabei einen Zyklus mit dem Haupttitel Es ist vollbracht. Einen weiteren Zyklus bilden die 1976 bis 1980 komponierten Sinfonien 18 bis 23 auf Themen der Apokalypse, versehen mit dem Haupttitel Lass es sein. Karamanow schuf daneben weitere Orchesterwerke, darunter drei Klavierkonzerte (das dritte, 1968 entstanden und 1996 revidiert, trägt den Titel Ave Maria), Ballette, Chorwerke, Kammer- und Klaviermusik, Lieder sowie Filmmusik. 1992 schrieb er die Hymne der Autonomen Republik Krim.
Orchesterwerke (Auswahl)
- 1956: Sinfonie Nr. 4 Mai
- 1958: Sinfonie Nr. 7 Mondmeer
- 1965–1966: Sinfonien-Zyklus Es ist vollbracht (Sinfonie Nr. 11 bis Nr. 14)
- 1974: Sinfonie Nr. 15 Et in amorem vivificantem
- 1975: Sinfonie Nr. 17 Amerika
- 1976–1980: Sinfonien-Zyklus Lass es sein, für die Zensurbehörden Siegesgedicht (Sinfonie Nr. 18 bis Nr. 23), darunter die Sinfonie Nr. 19 Blut des Lamms (Uraufführung in Kiew unter dem Titel Für den Sieg geboren) und die Sinfonie Nr. 23 Ich bin Jesus (Uraufführung unter der Leitung von Wladimir Iwanowitsch Fedossejew unter dem Titel Aus der Asche auferstanden).[3]
- 1983: Sinfonie Nr. 24 Adzhimushkai

Konzerte (Auswahl)
- 1958: Klavierkonzert Nr. 1
- 1961: Klavierkonzert Nr. 2
- 1961: Violinkonzert Nr. 1
- 1964: Violinkonzert Nr. 2
- 1968, rev. 1996: Klavierkonzert Nr. 3 Ave Maria

Kammermusik (Auswahl)
- 1953: Klaviersonate Nr. 1
- 1953: Streichquartett Nr. 1
- 1955: Klaviersonate Nr. 2
- 1960: Klaviersonate Nr. 3
- 1961: Klaviersonate Nr. 4
- 1962: Sechs Etüden für Klavier
- 1963: Streichquartett Nr. 3
- 1964: Konzertfugen für Klavier

Vokalwerke (Auswahl)
- 1967: Stabat mater
- 1971, rev. 1991: Requiem
- 1972, rev. 1992: Messe
- 1992: Hymne der Autonomen Republik Krim

Filmmusik (Auswahl)
- 1965: Der gewöhnliche Faschismus (Обыкновенный фашизм)
- 1989: Städtische Einzelheiten (Lyubov s privilegiyami)